# Krzysztof Bielecki (dziennikarz)
Krzysztof Bronisław Bielecki (ur. 5 lutego 1952 w Warszawie, zm. 20 marca 2016) – polski dziennikarz i polityk, poseł na Sejm X kadencji.

## Życiorys
W 1975 ukończył studia na Akademii Teologii Katolickiej w Warszawie. Był działaczem Chrześcijańskiego Stowarzyszenia Społecznego, a następnie Unii Chrześcijańsko-Społecznej. Pełnił funkcję redaktora naczelnego „Tygodnika Polskiego” oraz dyrektora IPiW „Novum”. 
W wyborach w 1989 uzyskał mandat posła na Sejm kontraktowy w okręgu wolskim z puli UChS. Był członkiem Komisji Regulaminowej i Spraw Poselskich oraz Komisji Samorządu Terytorialnego. Pełnił również funkcję sekretarza klubu poselskiego UChS.
Odznaczony Srebrnym Krzyżem Zasługi. Pochowany na cmentarzu Bródzieńskim w Warszawie.